# Kimi (film)
Kimi är en amerikansk thrillerfilm från 2022, regisserad av Steven Soderbergh efter ett manus av David Koepp.

## Handling
Filmen utspelar sig under Covid-19-pandemin. Angela jobbar för ett techbolag i Seattle som har utvecklat en ny slags smart högtalare. En dag råkar hon stöta på tecken på ett brott. Hon hör en ljudinspelning som tyder på att någon har blivit angripen. Hon rapporterar incidenten till företaget där hon jobbar, men möts av ointresse. Hon bestämmer sig för att utreda det hela själv. Ett problem är att Angela plågas av torgskräck. Att gå utomhus gör henne livrädd.

## Rollista (i urval)
- Zoë Kravitz – Angela Childs
- Byron Bowers – Terry Hughes, Angelas pojkvän
- Rita Wilson – Natalie Chowdhury, chef på techbolaget
- Erika Christensen – Samantha Gerrity